# 비밀의 정원
《비밀의 정원》은 2019년에 공개된 대한민국의 영화이다.

## 캐스팅
- 한우연: 윤정원 역
- 전석호: 김상우 역
- 정다은: 윤소희 역
- 오민애: 은숙 역
- 이호연: 형사 역
- 남상지: 미영 역
- 홍다연: 지혜 역
- 박지훈: 민수 역
- 엄준기: 기영 역
- 박시완: 동호 역
- 최지영: 동호 모 역
- 유재명: 창섭 역
- 염혜란: 혜숙 역
- 김재록: 판사 (목소리) 역
- 장준휘: 검사 (목소리) 역
- 윤성원: 팀장 역
- 김동화: 동료강사 역
- 김민수: 동료강사 역
- 안민영: 산부인과 의사 역
- 민경진: 경비원 역
- 윤정인: 어린 소희 역
- 김창선: 목공소 손님 역
- 김영순: 분식집 사장 역
- 박서영: 간호사 역
- 김민주: 간호사 역
- 김현준: 수영장 회원 역
- 송예진: 수영장 회원 역
- 최민지: 수영장 회원 역
- 김오지숙: 수영장 회원 역
- 임윤희: 수영 대역